# Graptopetalum pachyphyllum

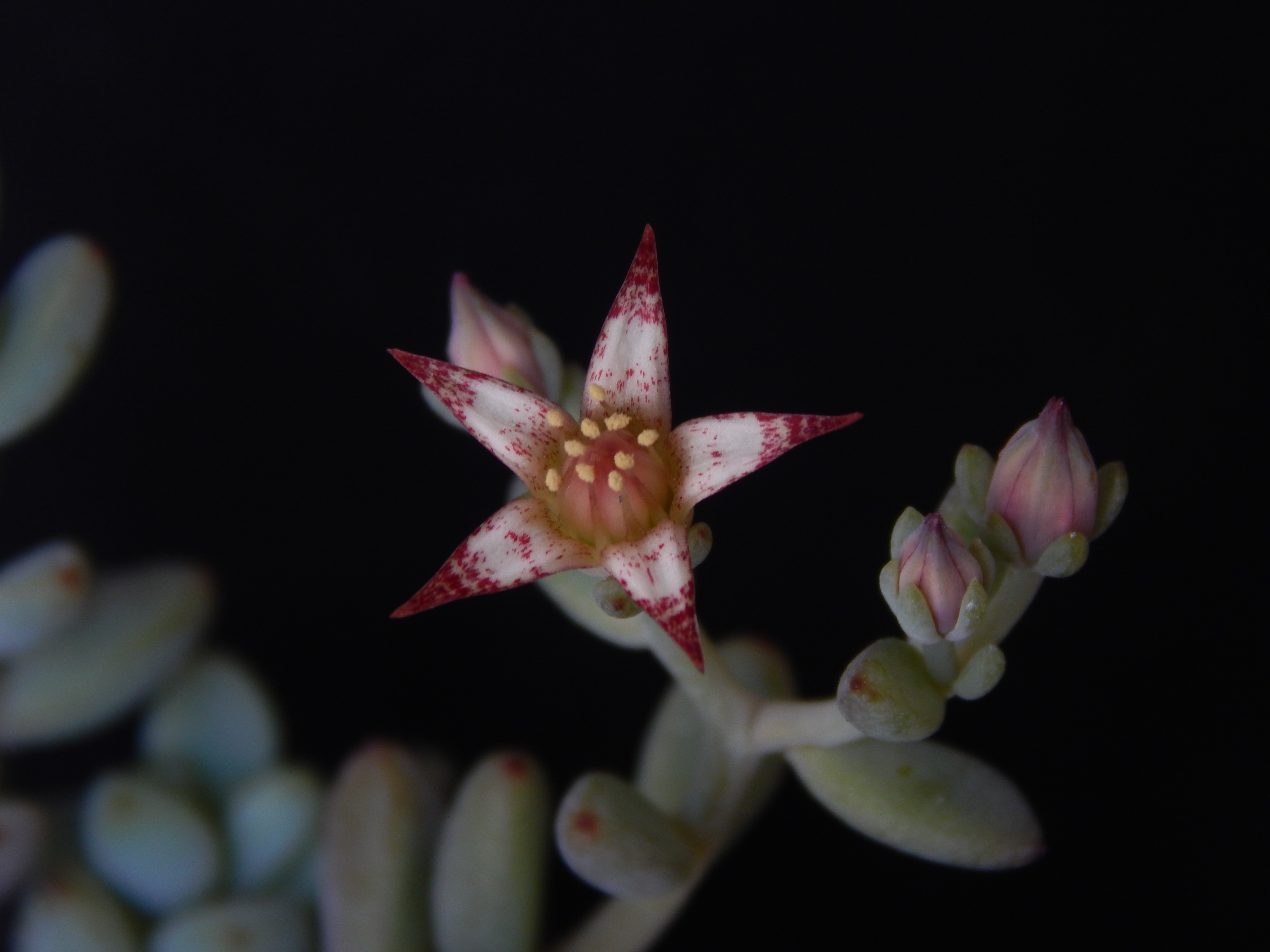
Flor

Graptopetalum pachyphyllum és una espècie de planta suculenta del gènere Graptopetalum, de la família de les Crassulaceae.

## Descripció
És un arbust suculent perenne, amb les fulles que formen rosetes. Tiges erectes, fins a 7 cm o decumbents fins a 20 cm, de color verd blavós, que després es tornen marrons.
Rosetes d'1,5 a 4,5 cm, amb 15 a 50 fulles amuntegades, sovint formant estores.
Fulles clavades a oblanceolades o espatulades, obtuses a molt apuntades, apicalment majoritàriament papil·loses i mucronades, de 0,8 a 1,5 cm de llarg i de 2 a 4 mm de gruix, glauco-pruïnoses, amb la punta sovint de color vermell fosc.
Inflorescències de 2 a 10 cm, tirs laxos amb 1 a 4 branques en zigazaga de fins a 5 flors cadascuna, bràctees de forma i mida aproximada a les fulles de la roseta.
Flors amb 5 pètals triangulars-lanceolats, de 6 a 10 mm de llarg i 2,5 a 4,5 mm d'ample, de color blanquinós verdós amb febles punts vermells o amb 3 a 7 ratlles discretes.

## Distribució
Espècie endèmica dels estats de Mèxic: Guanajuato, Hidalgo, Jalisco, Querétaro, San Luis Potosí, Zacatecas.
Creix en roques i penya-segats ombrívols, a 1.900 - 2.300 m d'altitud.

## Taxonomia
Graptopetalum pachyphyllum va ser descrita per Rose, Joseph Nelson i publicada a Addisonia; colored illustrations and popular... 7: 45, pl. 247. 1922.

### Etimologia
Graptopetalum: nom genèric que deriva de les paraules gregues: γραπτός (graptos) per a "escrits", pintats i πέταλον (petalon) per a "pètals" on es refereix als pètals generalment tacats.
pachyphyllum: epítet format per la paraula llatina pachy = 'gruixut' i la paraula grega φύλλον (phyllon) = 'fulla'.

### Sinonímia
- Sedum atypicum A. Berger (1930)
- Echeveria minutifoliata von Poellnitz (1935)